# 大金広弥
大金 広弥（おおがね ひろや、1989年12月21日 - ）は、茨城県常陸太田市出身のバスケットボール選手である。ポジションはガード。身長180cm、体重74kg。

## 経歴
常陸太田市立太田小学校、常陸太田市立太田中学校、水戸商業高を経て、2008年に国際武道大学に入学、同大学では関東3部リーグ得点王となったこともあった。大学卒業後、2012年にトライアウトでデイトリックつくばに入団した。
その後、つくばロボッツに移籍した。同チームが経営難からリーグ管理となった際、2014年11月30日に自由契約となった。
2015年1月、つくばロボッツのチームメートとともに、和歌山トライアンズに入団した。兵庫ストークスとのシーズン最終戦では、ポール・ビュートラックとともに活躍し、勝利に貢献した。

2015年9月、東京八王子ビートレインズに入団。2017-18シーズンにおいてはB3リーグのMVPを受賞し、チームをB2リーグ昇格に導いた。翌年、チームは再びB3リーグに降格となったが、現在でも、チームの中心選手として活躍している。
国際武道大学 -　つくば（2013～2014） - 和歌山（2015） - 東京八王子（2015～）